# Het Land van Hoogland
Het Land van Hoogland was een jongerenprogramma op de Vlaamse zender TOPradio dat van 1997 tot 2000 uitgezonden werd en gepresenteerd door Peter Hoogland en een vaste kern aan sidekicks waaronder Michael, Joris, Dante, Storyteller & Flukky.

## Concept
"Het Land van Hoogland" was een radiopraatprogramma dat zich voornamelijk op jongeren richtte. Luisteraars konden bellen en konden dan met de presentator praten. Het programma stond ook bekend om haar ludieke stunts. Zo was er 'Reclam opt exam' waarbij het de bedoeling was om op elk examen Het Land te vermelden en de frustrerende 'fietsketting' actie waarbij lukraak fietsen werden afgesloten met een cijferslot en de melding dat de code zou meegedeeld worden tijdens Het Land van Hoogland.
Het programma was elke weekdag te beluisteren van 22u tot 1u (In het begin tot 2u 's nachts).
In de gloriedagen van Het Land werd het luisterend publiek geschat op zo'n 100.000 luisteraars. De eerste uitzending vond plaats op 22 december 1997. Nadat Peter Hoogland de resultaten van een enquête betreffende de invloed van zijn radioprogramma op de jeugd te zien kreeg, geschiedde de laatste uitzending op woensdag 27 september 2000.

## Intro
De vaste introductietekst was: "De klokken hebben gesproken, de nacht is gevallen. De sterren zijn ... weg. Cafés, disco's, dorpen, steden en nachtkruideniers lopen leeg. Zelfs in alle gore buurten ligt de condoomverkoop stil. Markten en pleinen daarentegen - lopen vol. Nachtvuren worden ontstoken en... branden! Rellen ontstaan rondom transistorradio's, het Noorderlicht verdringt de nacht. Mensen laten hun ware aard zien. En hij, hij, de jonge oppergod, schrijdt de trappen der waanzin af...

## Michael's Beatbox
In 1998 deed Hoogland een oproep om een hardcore houseversie te bedenken van het kinderliedje Alle eendjes zwemmen in het water. De Antwerpse elektromechanicastudent Michael Sysmans (19 september 1979) stak toen een eigen versie in elkaar, "Kwakhak", die vervolgens door Byte Records werd uitgebracht en 7 weken lang op nummer één stond in de Vlaamse Ultratop-10 en ook Tien Om Te Zien. Er volgden nog twee singles "Toeternitoe" (1999) en "Chop Choy" (1999), die op het album "Michael's Beatbox" (1999) verzameld werden.